# Dekanat Stara Lubowla
Dekanat Stara Lubowla (sł.: Staroľubovniansky dekanát) – jeden z 14 dekanatów w rzymskokatolickiej diecezji spiskiej na Słowacji.

## Parafie
W skład dekanatu wchodzi 13 parafii:
1. parafia św. Bartłomieja – Hniezdne
2. parafia św. Katarzyny Aleksandryjskiej – Holumnica
3. parafia św. Andrzeja – Chmielnica
4. parafia św. Marcina – Ihľany
5. parafia św. Michała Archanioła – Kołaczków
6. parafia św. Katarzyny Aleksandryjskiej – Łomniczka
7. parafia Podwyższenia Krzyża Świętego – Mniszek nad Popradem
8. parafia św. Katarzyny Aleksandryjskiej – Drużbaki Niżne
9. parafia św. Jana Ewangelisty – Nowa Lubowla
10. parafia św. Anny – Podoliniec
11. parafia św. Piotra i Pawła – Stara Lubowla
12. parafia św. Michała Archanioła – Toporec
13. parafia Ofiarowania Pańskiego – Drużbaki Wyżne

## Sąsiednie dekanaty
Stara Wieś Spiska, Kieżmark, Lewocza. Dekanat graniczy także z położonym na terytorium Polski dekanatem Piwniczna (diec. tarnowska).